# تتا بره
تتا بره یک ستاره است که در صورت فلکی برج حمل قرار دارد.